# 492 v.Chr.

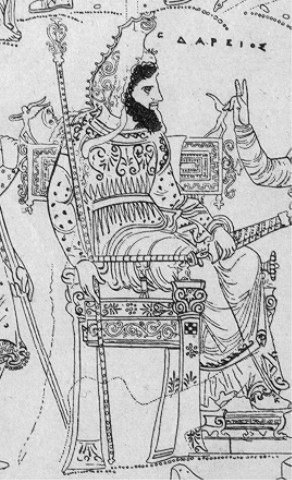
Darius I ("de Grote") (r. 522 - 485 v.Chr.)

Het jaar 492 v.Chr. is een jaartal in de 5e eeuw v.Chr. volgens de christelijke jaartelling.

## Gebeurtenissen

### Perzië
- Koning Darius I ("de Grote") stuurt een eerste strafexpeditie naar Griekenland. Hij wil daarmee de steden Athene en Eretria straffen voor hun hulp bij de Ionische Opstand. De expeditie faalt wanneer een deel van de vloot zinkt in een storm bij de berg Athos.

## Astronomie
- Nabu-rimanni doet een meting van de lengte van het jaar, die maar 6 minuten en 2 seconden te lang uitkomt.

## Geboren
- Empedocles (~492 v.Chr. - ~432 v.Chr.), Grieks dichter en filosoof
- Zeno van Elea (-492 v.Chr. - ~435 v.Chr., Grieks filosoof